# Andrea Segnalini
Andrea Segnalini (ur. 5 stycznia 1988 w Rzymie) – włoski siatkarz, libero. Obecnie reprezentuje barwy drużyny z Serie B1 – Pallavolo Molfetta.
Karierę rozpoczynał w wieku 13 lat w klubie San Paolo Ostiense (2001–2004). W 2004 roku trafił do juniorskiego składu Icom Latina, a następnie Itas Diatec Trentino. W latach 2006–2009 grał jako drugi libero w klubie Itas Diatec Trentino (Serie A1), z którą zdobył mistrzostwo i wicemistrzostwo Włoch.

## Kariera klubowa
- 2006–2009 –  Itas Diatec Trentino
- 2009–2010 –  Pallavolo Molfetta

## Osiągnięcia klubowe
- 1. miejsce z Itas Diatec Trentino w mistrzostwach Włoch do lat 18 w sezonie 2005/2006
- 1. miejsce z Itas Diatec Trentino w Serie A1 w sezonie 2007/2008
- 2. miejsce z Itas Diatec Trentino w Serie A1 w sezonie 2008/2009